# Championnat d'Europe masculin de rink hockey 1931
Navigation
Championnat d'Europe masculin 1930 Championnat d'Europe masculin 1932
Le Championnat d'Europe masculin de rink hockey 1931 est la 6e édition de la compétition organisée par le Comité européen de rink hockey et réunissant les meilleures nations européennes. Cette édition a lieu à Montreux, en Suisse.
L'équipe d'Angleterre remporte pour la sixième fois consécutive le titre européen de rink hockey.

## Participants
Sept équipes prennent part à cette compétition.
- Allemagne
- Angleterre
- Belgique
- France : A. Haget, Sabalette, Sabourin, Legendre et R. Haget[1].
- Italie
- Portugal
- Suisse : Crosa, Bloch, Blanc, Bornand et Reinke Witz[1].

## Résultats
| Rang | Équipe     | Pts | J | G | N | P | Bp | Bc | Diff |  | Résultats  |  |     |      |     |      |     |      |
| ---- | ---------- | --- | - | - | - | - | -- | -- | ---- |  | ---------- |  | --- | ---- | --- | ---- | --- | ---- |
| 1    | Angleterre | 12  | 6 | 6 | 0 | 0 | 40 | 3  | +37  |  | Angleterre |  | 3-0 | 11-1 | 2-1 | 10-1 | 4-0 | 10-0 |
| 2    | France     | 9   | 6 | 4 | 1 | 1 | 31 | 11 | +20  |  | France     |  |     | 2-2  | 5-3 | 8-1  | 7-1 | 9-1  |
| 3    | Suisse     | 8   | 6 | 3 | 2 | 1 | 18 | 16 | +2   |  | Suisse     |  |     |      | 2-2 | 4-1  | 4-0 | 5-0  |
| 4    | Italie     | 6   | 6 | 2 | 2 | 2 | 14 | 14 | 0    |  | Italie     |  |     |      |     | 3-2  | 1-1 | 4-2  |
| 5    | Allemagne  | 4   | 6 | 2 | 0 | 4 | 17 | 30 | -13  |  | Allemagne  |  |     |      |     |      | 5-3 | 7-2  |
| 6    | Portugal   | 3   | 6 | 1 | 1 | 4 | 7  | 22 | -15  |  | Portugal   |  |     |      |     |      |     | 2-1  |
| 7    | Belgique   | 0   | 6 | 0 | 0 | 6 | 6  | 37 | -31  |  | Belgique   |  |     |      |     |      |     |      |